# Methanosarcina thermophila
A Methanosarcina thermophila termofil, acetotróf, metán termelő Archaea faj. Az archeák – ősbaktériumok – egysejtű, sejtmag nélküli prokarióta szervezetek.